# Kanton Monthermé
Kanton Monthermé (fr. Canton de Monthermé) byl francouzský kanton v departementu Ardensko v regionu Champagne-Ardenne. Tvořilo ho osm obcí.

## Obce kantonu
- Bogny-sur-Meuse
- Deville
- Haulmé
- Les Hautes-Rivières
- Laifour
- Monthermé
- Thilay
- Tournavaux